# Wood badge

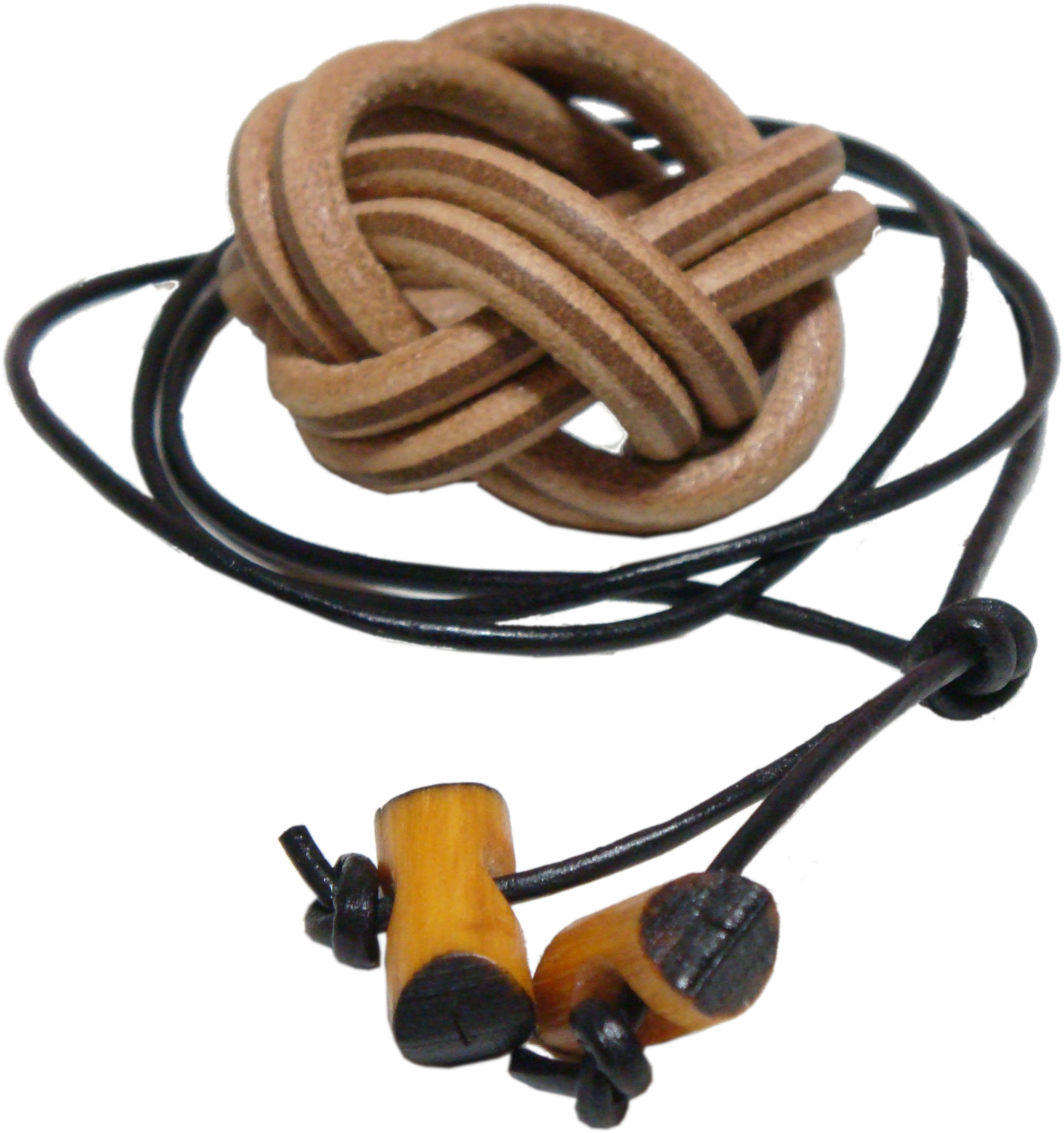
Odznak a turbánek.

Wood Badge (francouzsky Le badge de bois) je název pro insignie udělované absolventům pokročilých skautských vzdělávacích kurzů pro vedoucí, vycházející z názvu těchto kurzů. Odznak má podobu dřevěných špalíčků (beans, bûchettes) zavěšených na kožené šňůrce kolem krku, nošených zpravidla ke skautskému kroji. Doplňuje jej šedohnědý tzv. Gilwellský šátek s červenorůžovým podšitím a obdélníčkem MacLarenovského tartanu v cípu, a kožený turbánek. Šátek se zpravidla nosí pouze při akcích, na nichž jsou další dospělí jako symbol dosažené nejvyšší vůdcovské kvalifikace (schůze, sněmy, vzdělávací akce). Na akcích střediska nosí absolventi šátek svého střediska, vždy však mají zavěšen kolem krku svůj odznak se špalíčky. Wood Badge kurzy využívají mnoho symbolických předmětů a činností, a zřejmě nejpodstatnější je "genius loci" vlastního místa, na jehož tréninkovou část se vstupuje zvláštní branou, jíž se – podle dobrovolně dodržované tradice – neodvážil použít nikdo, kdo neměl kompletně uzavřenou absolvenci kurzu.
Symbolem Wood Badge kurzů je sekera zaťatá do ležícího polena jako symbol práce, započaté při sebezdokonalování frekventantů (původně sekera znamenala ve staré anglické kultuře symbol svobodných mužů bez závazků k vrchnosti). Zároveň zatětí sekery do polena, chránilo její ostří před poškozením. Tento symbol byl přijat v roce 1920 na návrh 1. ředitele (Camp Chief) Gilwell Parku Francise Gidneyho, který si přál odlišit akční činnost formačních aktivit zaměřených na výchovu vedoucích od statické administrativní část správy skautské organizace. Cerifikované kurzy jsou pořádány v téměř všech zemích světa, přičemž národní asociace vytvářejí svoji vlastní praktickou podobu tohoto vzdělávacího stupně pro skautské vůdce podle svých vlastních aktuálních potřeb, zvyklostí, tradic a kultury. Spojuje je to, že je jejich absolvování spojeno se získáním nejvyšší skautské kvalifikace pro skautské vůdce. Wood Badge kurzy se někdy nazývají též Gilwellské kurzy podle místa, kde se první akce tohoto typu konaly. Světová skautská konference WOSM prohlásila Wood Badge kurzy za společné skautské dědictví a jeden z nejvyšších sjednocujících faktorů světového skautingu.
Metodický materiál pro národní asociace WOSM´S Wood Badge Framework (pro kurzy vedoucích) byl vydán v r. 2012.

## Historie
Dne 8. září 1919 zahájil kpt. Francis "Skipper" Gidney společně se svým asistentem F.S. Morganem první déletrvající venkovní vzdělávací kurz pro skautské vůdce. Tito dva byli jedinými trvalými přednášejícími a organizátory kurzu. Některých přednášek se ujal také Robert Baden-Powell při svém pobytu v Gilwell Parku ve dnech 12.-13. 9. Kurzu se zúčastnilo 18 účastníků a konal se v Gilwell Parku – základně nedaleko Londýna, která byla získána právě pro potřeby školení skautských vůdců. Program sestavil sir Percy W. Everett, zástupce náčelníka Baden-Powella.
Od té doby se v Gilwell Parku pořádaly – s výjimkou 2. světové války – vzdělávací kurzy pravidelně. Tradice se postupně přenesla i do ostatních zemí, v nichž bylo skautské hnutí aktivní. V Austrálii se konal první Wood Badge kurz již v roce 1919, ve Francii v roce 1923 na tradičním místě v Chamarande, v Rakousku v roce 1922.
Wood Badge kursy nazvané "MacLaren", ve velmi tradičním pojetí připravuje pro své vůdce také další skautské hnutí – FSE – Federace Skautů Evropy. Absolventské insignie se liší v podobě šátku, který je celý ušit z tartanové látky.

### Wood Badge v Čechách a na Moravě
Česká republika patří mezi několik málo zemí, v nichž funguje skauting a přesto se v ní nepořádají Wood Badge kurzy. Je to dáno nejen tím, že Wood Badge kurz smí podle pravidel mezinárodní skautské organizace WOSM organizovat jen člověk, který sám Wood Badge kurz absolvoval, ale i dosavadním diskutabilním přesvědčením vedení Junáka, že tradice vůdcovského vzděláváni v lesních školách v Čechách je dostatečná, v podstatě shodná a v něčem i lepší, než praxe Wood Badge kursů.
Zakladatel českého skautského vzdělávání F. A. Elstner (František Alexander Elstner) se sice v roce 1922 v Gilwellu Wood Badge kurzu zúčastnil, nicméně nesplnil absolvenční podmínky (realizace projektu a napsání práce), protože již od roku 1923 z pověření A.B.Svojsíka na území tehdejšího Československa začal pořádat vzdělávací akce pro skautské vůdce, absolventům ale nesměl udělovat Wood Badge. V té době Wood Badge kursy, stejně tak jako naše Lesní školy měly za úkol naučit zejména nezkušené vedoucí základním praktickým tábornickým dovednostem a zákonitostem sestavování programu pro jejich oddíly. Vznikl tak nový typ kurzu – tzv. Lesní školy, které svým obsahem odpovídaly Wood Badge kurzům, ale získaná kvalifikace měla jiný název a absolventi obdrželi místo Wood Badge jen šedý šátek s vyšitým symbolem 3 indiánských tee-pee. Na stejný Wood Bage kurz, jako F. A. Elstner byl náčelnictvem vyslán člen Junáka Čechoangličan Ernie Dick.
Dalšími členy Junáka – absolventy kursů v Gilwell Parku byli bratři Milota a Velen Fanderlikovi (absolvent v r. 1936). Velen Fanderlik ve svém článku v časopise Vůdce zmiňuje také další české absolventy, bratry Kloudovy, Jaroslava Nováka a „snad i někdo jiný”. Tyto osoby jsou v současné době neznámými a v případě Jaroslava Nováka se pravděpodobně jedná o někoho jiného, než známého zakladatele 5. vodáckého oddílu „Braťku”. Přesná matrika historických absolventů není k dispozici. Velen Fanderlik se ve svém příspěvku kriticky zmiňuje o „rozvleklosti” kursu a stěžuje si, že na vše je příliš mnoho času. Na rozdíl od našich lesních škol, kde je program enormně obsáhlý a jeho jednotlivé na sebe navazují v rychlém sledu. Tento názor byl dán neposedností, netrpělivostí a obrovskou energií, sálající z Velena při každé činnosti, do které se pustil. Významným rysem Wood Badge kursů je právě i dnes důkladnost, přijetí závěrů až po důkladném konsensu frekventantů, řádném pochopení, zažití a reflexi přednášených témat, důraz na práci v malých skupinách a spolupráce s tzv. „p.t.a.”, Personal Training Advisorem po mnoho let po ukončení kurzu.
V r. 1947 získal Wood Badge třebechovický vůdce Egon Sucharda a již zmíněný Milota Fanderlik, později s funkcí „Deputy Camp Chief”, tedy činovníka oprávněného organizováním gilwellských kursů. V roce 1947 získal insignie v Chamarande jako jediný Čech v jeho historii frankofonní Přemysl Mucha, pozdější člen náčelnictva 1968-70 a po r. 1990. Francouzské „CHAMs” byly od počátku silně provázány s římskokatolickou věroukou, protože byly připravovány Baden-Powellovým spolupracovníkem, blahoslaveným P. Jacquesem Sevinem, SI. V roce 1948 se měl Wood Badge kursu v Gilwell Parku zúčastnit bývalý starosta Junáka Jiří Navrátil, vinou změněné politické situace to již nebylo možné.
O tom, že by absolventy Gilwellských kurzů byli někteří členové exilového skautingu, není dokladů.
Na podzim r. 1992 absolvoval kurs v Gilwell Parku tehdejší člen náčelnictva, zahraniční zpravodaj, a pozdější člen Evropského skautského výboru WOSM Ondřej Vanke – zatím jako poslední absolvent z České republiky. Jednalo se o Commissioner Training Course (GC-86), protože v samotném Gilwell Parku se dnes již nekonají klasické Wood Badge kursy pro skautské vedoucí. Ty jsou organizovány i na jiných místech podle zájmu akreditovaných národních skautských asociací.
Po obnovení skautingu v Čechách a reformě skautského vzdělávání vznikly tzv. vůdcovské lesní kurzy. Absolvent vůdcovského lesního kurzu se smí později zúčastnit lesní školy, která i nadále zůstává nejvyšším stupněm vzdělání pro skautské vůdce v ČR.

## Členové Junáka – absolveni Wood Badge kurzu v Gilwell Parku a Chamarande
- František Alexander Elstner – 1922
- Ernie Dick – 1922
- Jaroslav Novák – ?
- bratři Kloudovi
- Velen Fanderlik – 1936 (4 dřívka)
- Milota Fanderlik – 1947 (4 dřívka)
- Egon Sucharda – 1947
- Přemysl Mucha – 1947 (CHAM – Chamarande
- Ondřej Vanke – 1992 (3 dřívka)

## Kurzy
Wood Badge kurzy mají podobu jednoho nebo více přípravných setkání, praktickou venkovní týdenní až dvoutýdenní část. Po absolvování této venkovní části musí absolventi získat tzv. Wood Badge ticket, což je dokončení praktického projektu v jejich mateřské jednotce. Na realizaci projektu mají časově ohraničenou dobu, minimálně by se mu měli věnovat jeden rok a ne déle než 3 roky. Realizaci projektu doloží podrobnou písemnou prací. Po schválení této závěrečné části obdrží odznaky absolventa Wood Badge kurzu.

## Odznaky a symboly
- Dřevěné špalíčky na kožené šňůrce symbolizují špalíčky z náčelnického přibližně 3 metrového náhrdelníku Zulského krále Dinizulu, jejichž materiálem byla jihoafrická akácie. Udílení jednotlivých dřevěných špalíčků byla u Zuluů stará tradice odměňování statečných bojovníků. Robert Baden-Powell ukořistil jeho náhrdelník během bojů v Africe. Prvním absolventům Wood Badge kurzu udělil špalíčky z původního náhrdelníku, později byly špalíčky vyráběny z dubů, rostoucích v Gilwell Parku. Absolvent Wood Badge kurzu získá 2 špalíčky, původně zamýšlených k nošení na skautském klobouku, avšak zakrátko byly nošeny dnešním způsobem. Více špalíčků je určeno pro instruktory Wood Badge kurzů – Deputy Gilwell Course Leader (3); vůdce Wood Badge kurzů – Gilwell Course Leader (4); zástupce vůdce Gilwell Parku – Deputy Camp Chief of Gilwell Park a později také národní komisaři, zodpovídající za trénink (5); a vůdci Gilwell Parku – Camp Chief of Gilwell Park (6). Baden-Powell jako světový náčelník používal také 6 dřívek. Od r. 1922. kdy se konal 1. obdobný kurz pro vedoucí vlčat, byly užívány místo dřívek stejným způsobem vymodelované dřevěné vlčí tesáky (1 pro absolventy, 2 pro vůdce kurzu). Tato insignie se dnes již neužívá.

- Třícípý šedohnědý šátek s červeným podšitím, látka byla původně vyráběna v Indii. Šátek má v cípu našitý obdélníček skotského tartanu rodu MacLarenů (na počest lorda MacLarena, který věnoval peníze na pořízení Gilwell Parku). Původně byl šátek celý z vlněného tartanu, což ale bylo drahé na výrobu. Pro připomínku tedy zůstal jen malý kousek tartanu v cípu šátku a šátek se začal vyrábět šedý (barva odříkání) s červenorůžovým podšitím (barva vřelých emocí). Později se šedá barva šátku změnila na šedohnědou – díky červenému podšití působí šátek jako světle růžový. Tento šátek je také někdy označován jako šátek člena 1. oddílu Gilwell Park.

- Šátek se na krku spíná koženým turbánkem "woggle", který navrhl a pojmenoval tehdejší osmnáctiletý australský stážista William (Bill) Shankley, jež na kurzech vedl workshop ručních prací. Název vychází z tehdejšího amerického označení sponek na skautské šátky "boon-doogle". K výrobě byl použit převodový řemínek z šicích stojů Singer, vlastní ozdobný uzel symbolizuje nekončící službu skautingu a stupňující se přátelství všech absolventů Gilwellských kurzů. Tento turbánek-woggle je poměrně masivní a smí být užíván pouze absolventy Wood Badge kurzů.[1][2][3]

- 1st Gilwell Park Scout Group[20] – všichni absolventi Wood Badge z kteréhokoliv kurzu organizovaného v Gilwellu, nebo na jiném místě, jsou doživotními členy tzv. "1. oddílu Gilwell Park", pořádající každoročně v září tzv. Gilwellský reunion. Setkání "gilwelliánů" se uskutečňuje také na každém světovém skautském jamboree. Vůdcem oddílu je natrvalo Robert Baden-Powell, vedení sídlí v "The Group Room" Bílého domu v Gilwell Parku.

- Dalším neformálním poznávacím znamením absolventů jsou zpravidla vykasané rukávy u krojové košile, protože tito vůdci mají být vždy připraveni k práci na rozvoji skautského hnutí.

- Kromě zmíněné sekery, zaťaté do ležícího polena je jedním ze symbolů roh antilopy kudu, užívaný Baden-Powellem již na prvním experimentálním táboře v Brownsea r. 1907
- Gilwellský dub v tréninkové části Gilwell Parku (Training Ground)

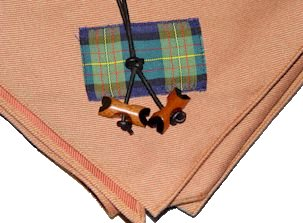
šátek s dřívky
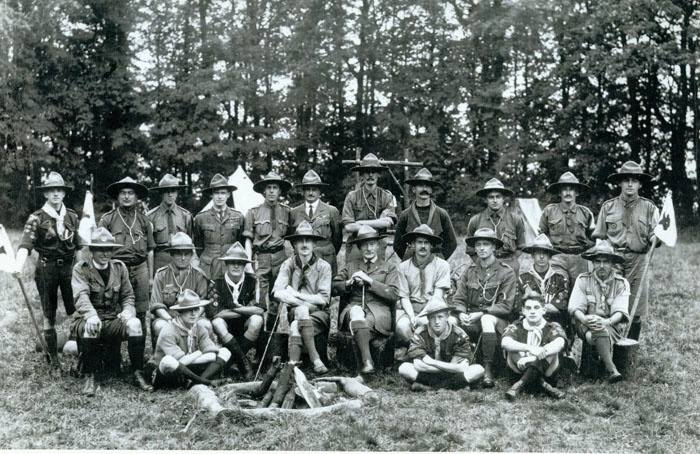
první kurs v září 1919
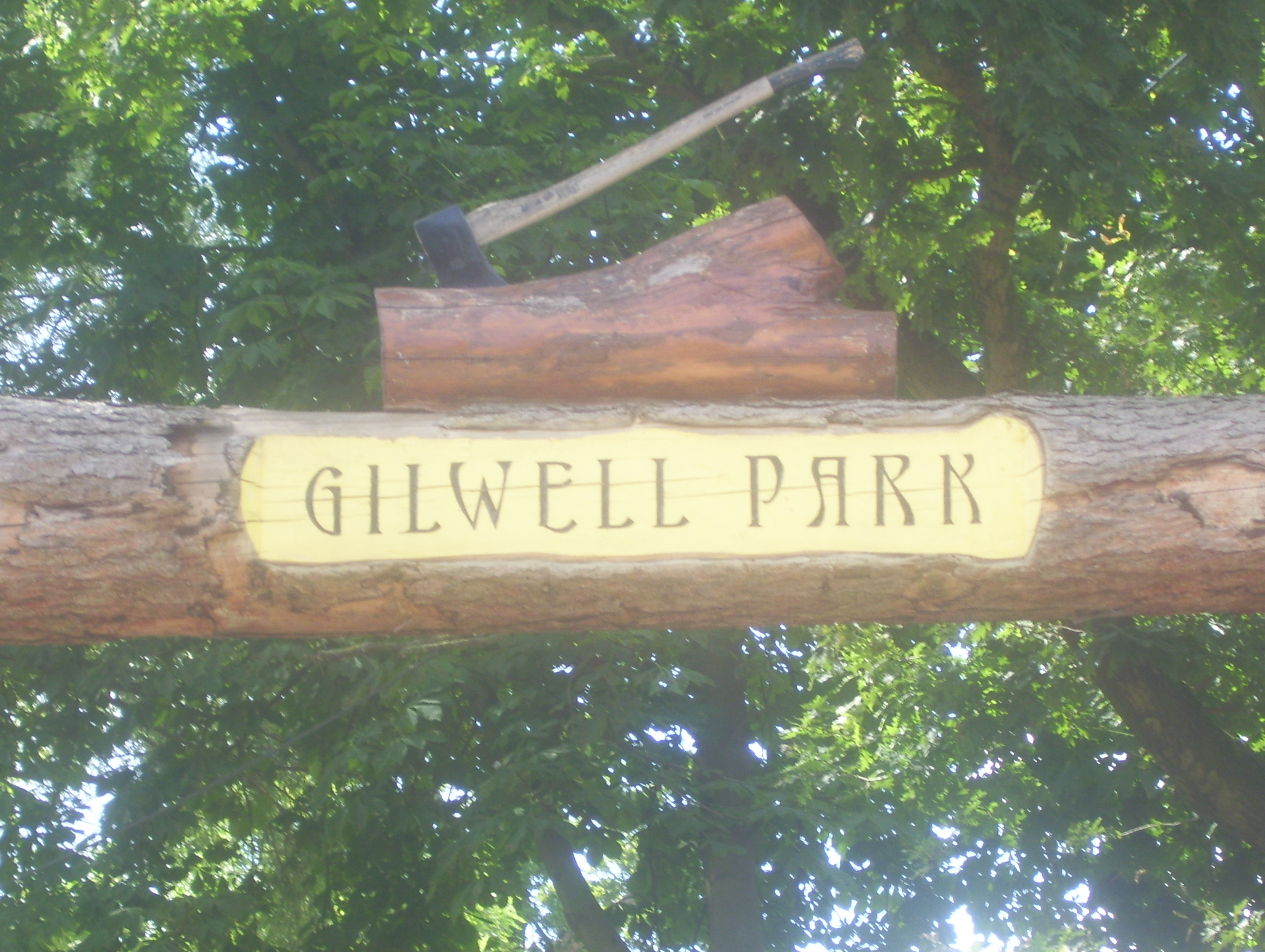
symbol Wood Badge kursů - zaťatá sekera
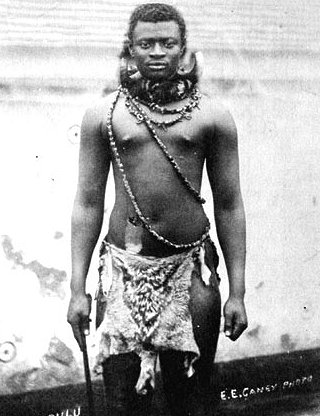
náčelník Dinzulu se svým náhrdelníkem
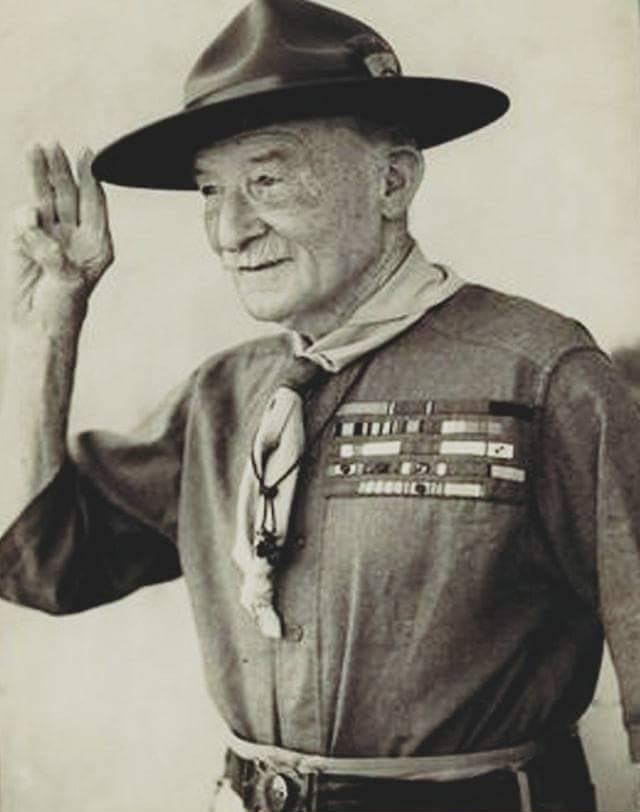
lord Baden-Powell s Wood Badge insigniemi
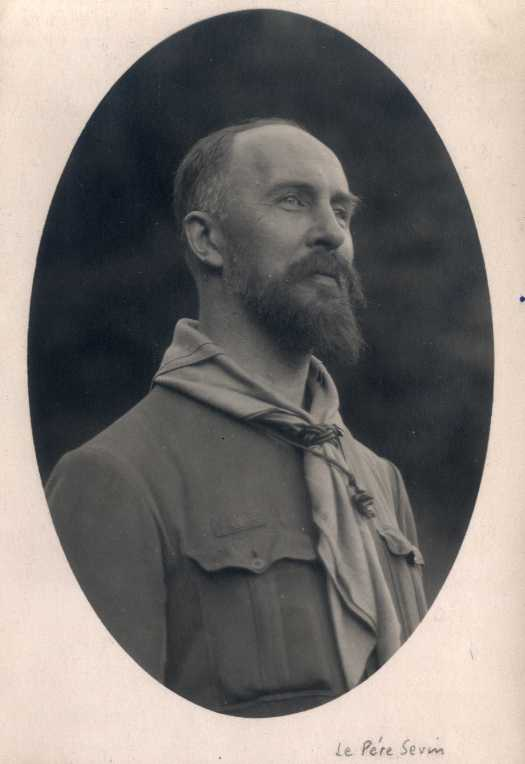
bl. P. Jacques Sevin SI, zakladatel francouzského katolického skautingu a Wood Badge kurzů v Chamarande
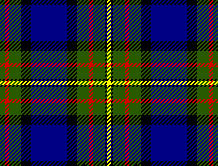
tartan clanu MacLaren
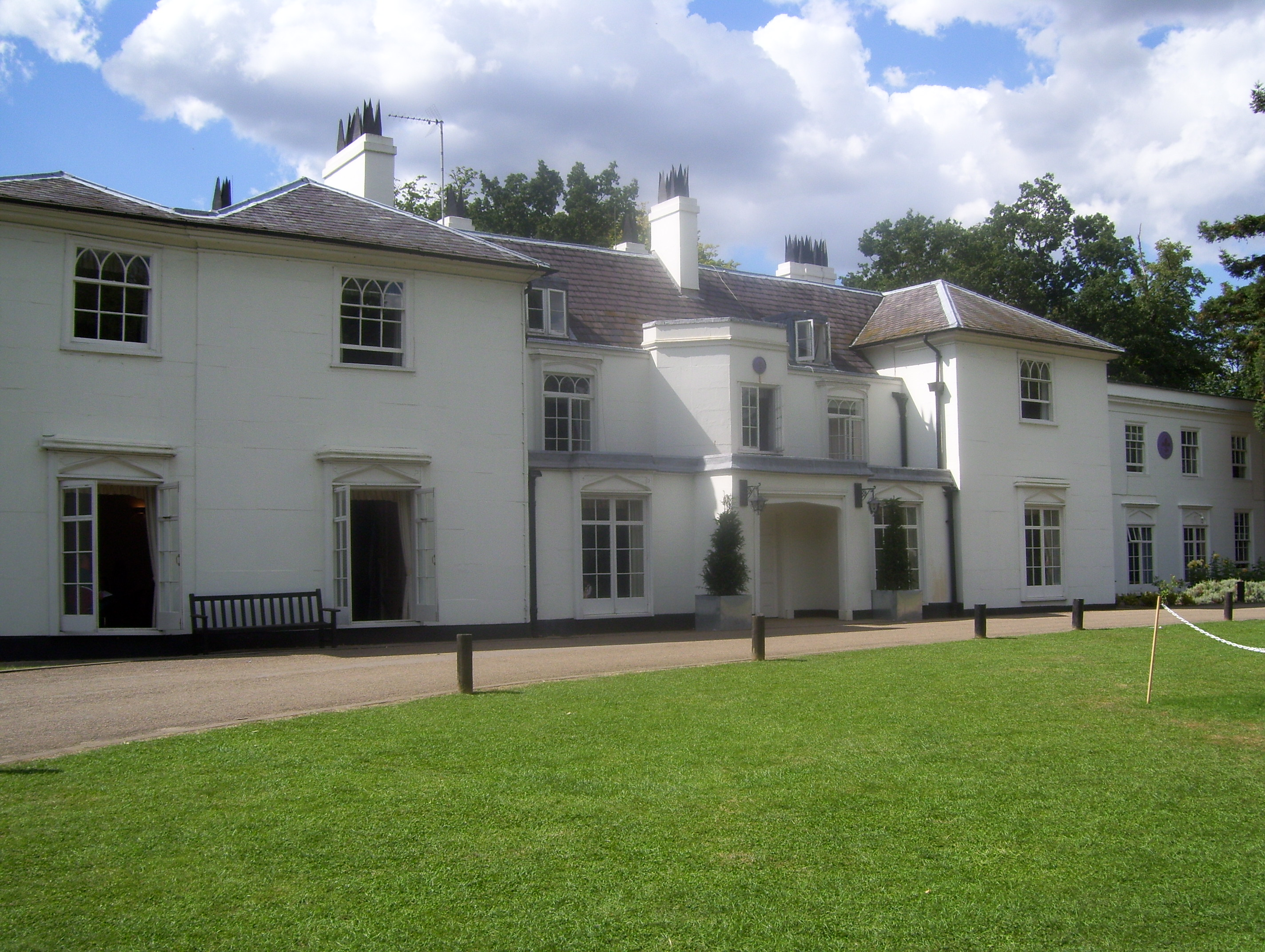
Gilwell Park (White House)
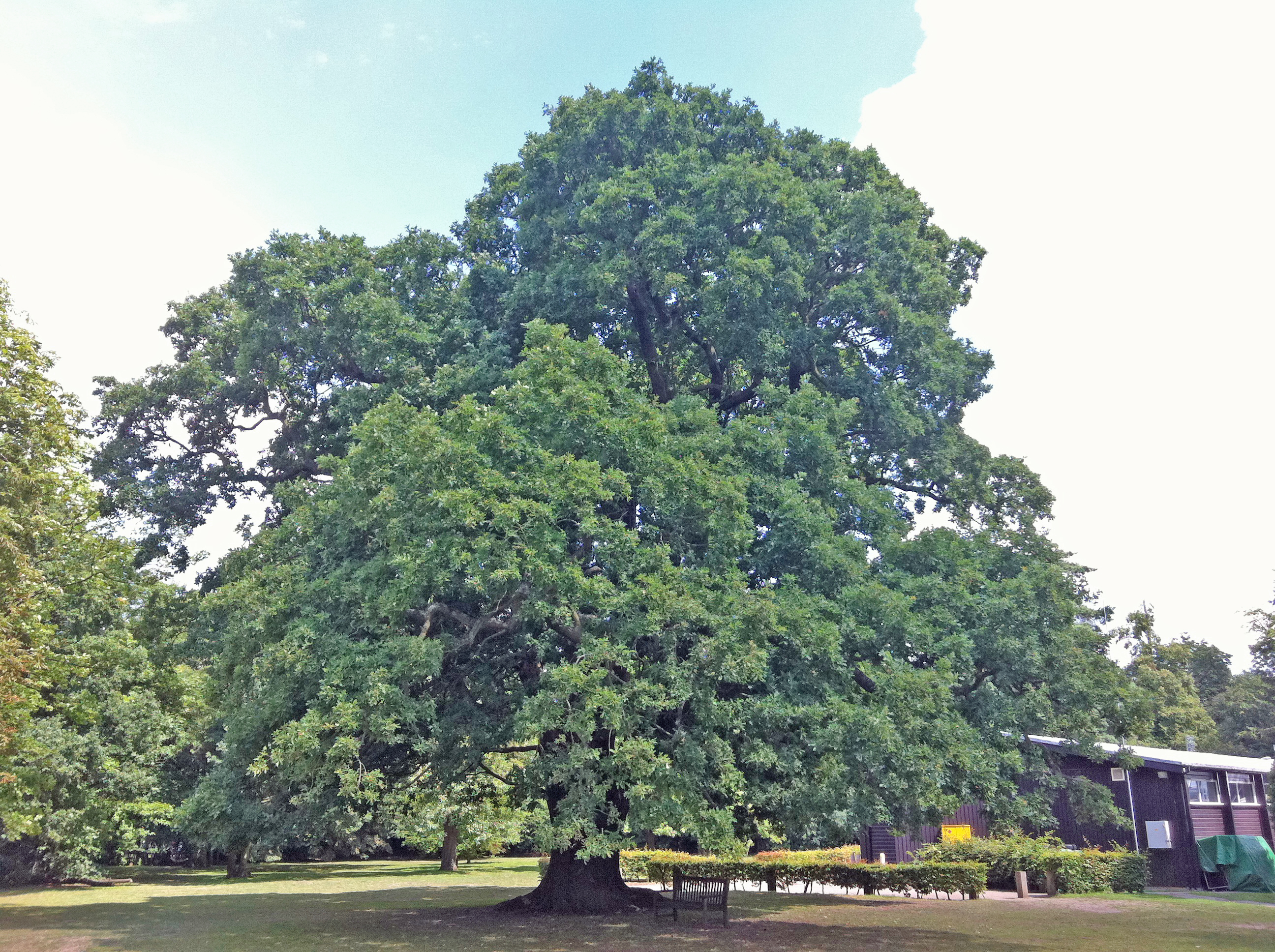
legendární dub na tréninkové louce, jeden ze symbolů Gilwell Parku
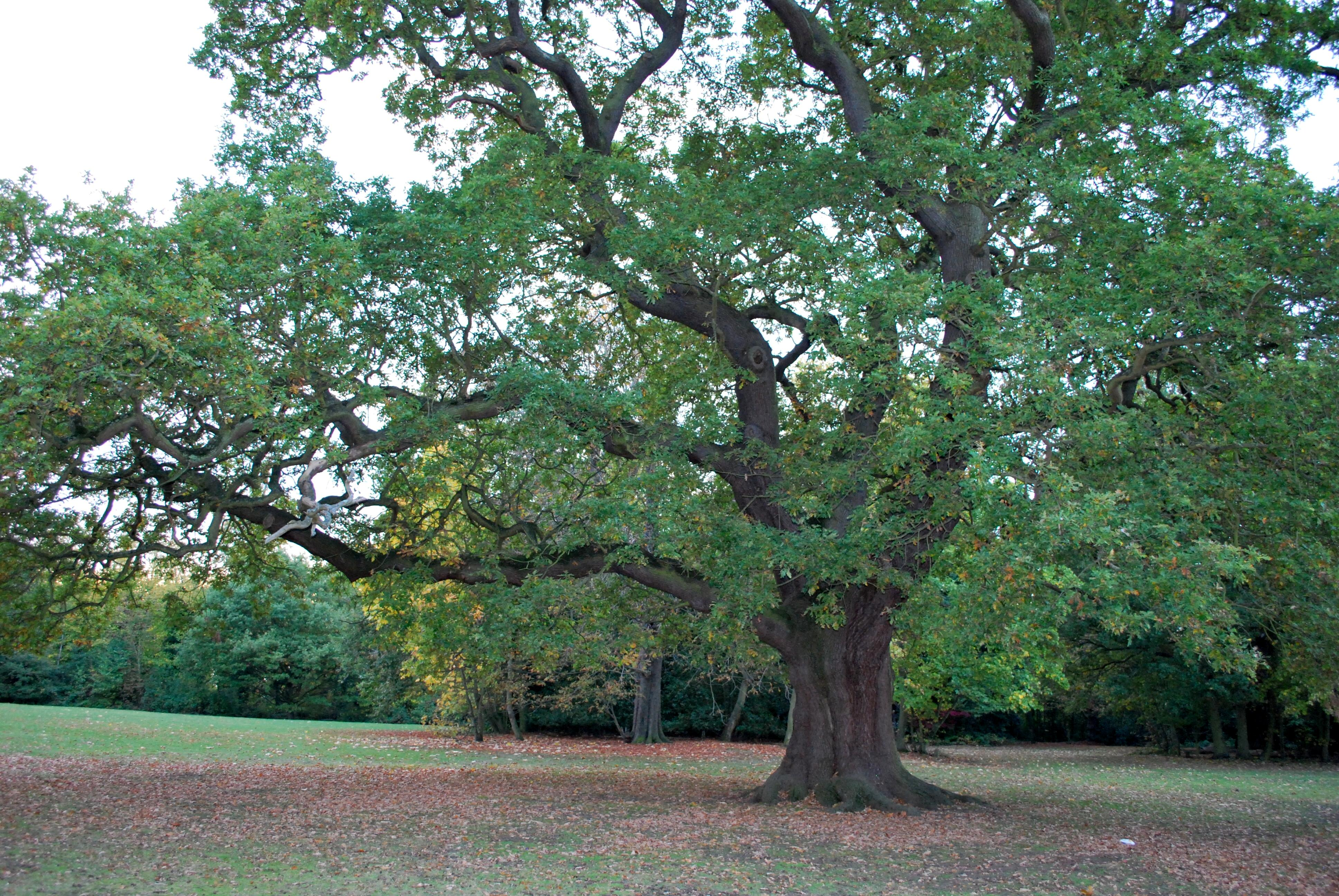
gilwellský dub
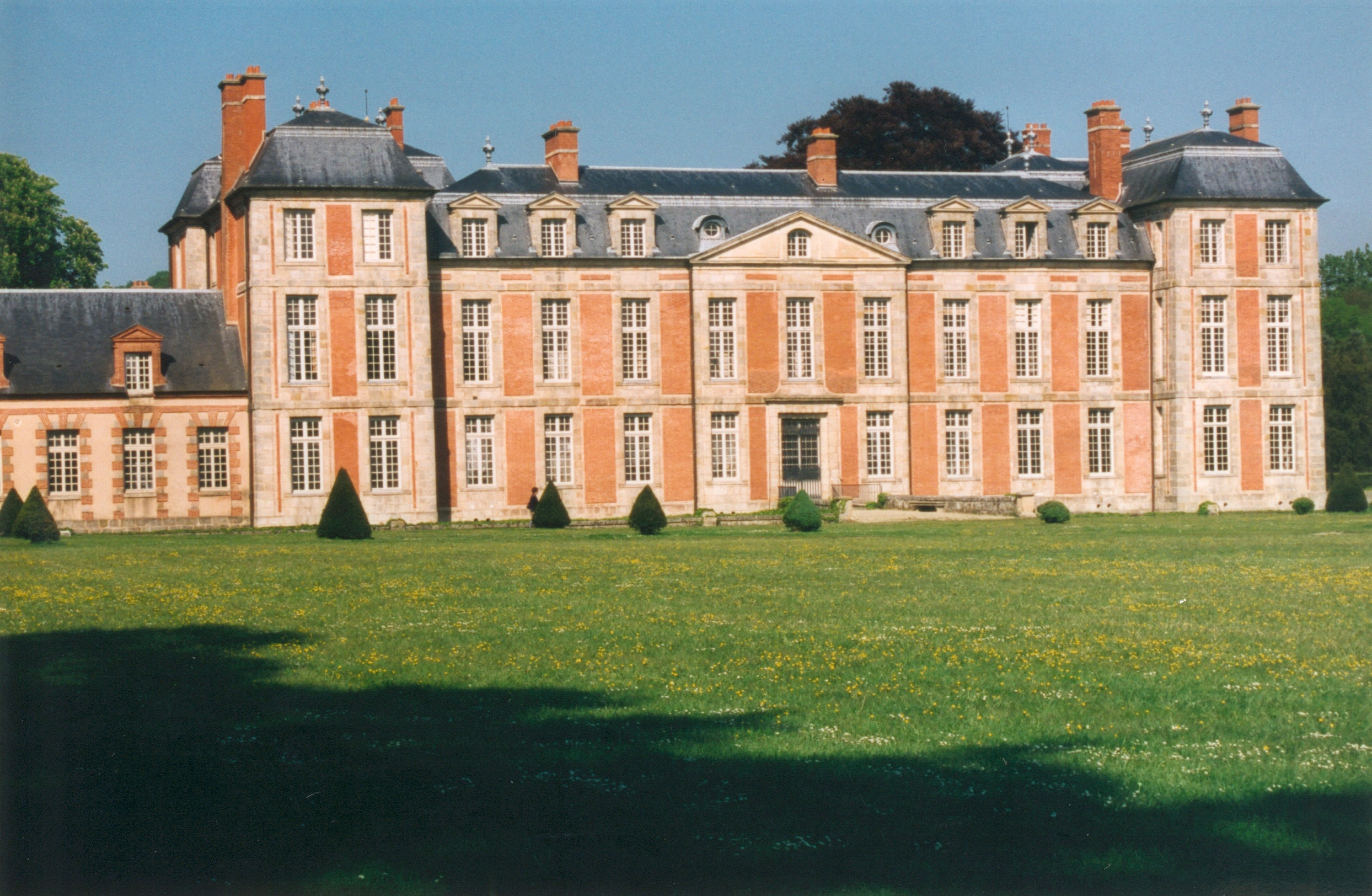
Chamarande - místo konání francouzských Wood Badge kursů
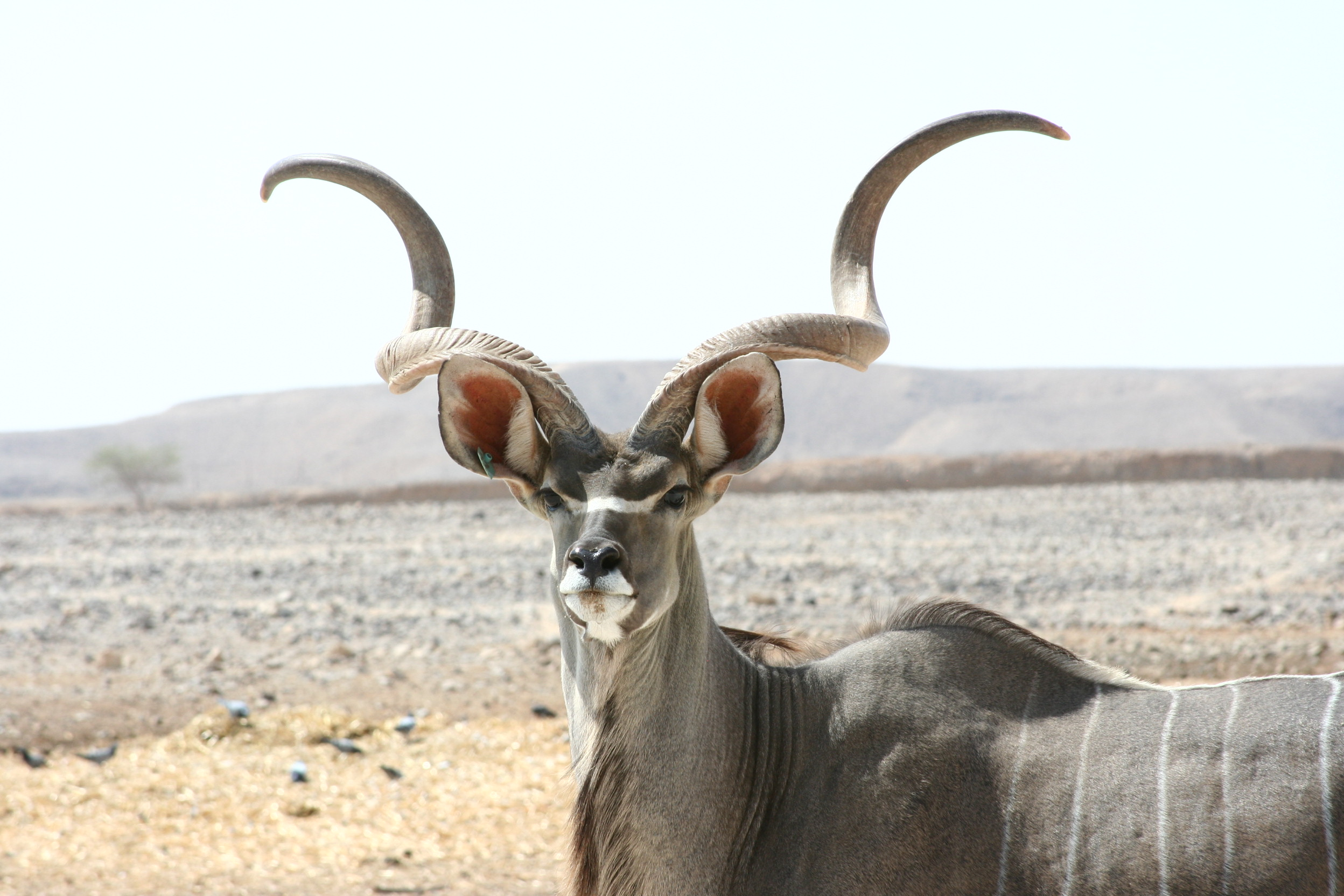
troubením na upravený roh antilopy kudu Baden-Powell svolával první skauty již v r.1907. Roh se stal jednám ze symbolů Gilwellských kurzů.